# Valle inferior del río Negro

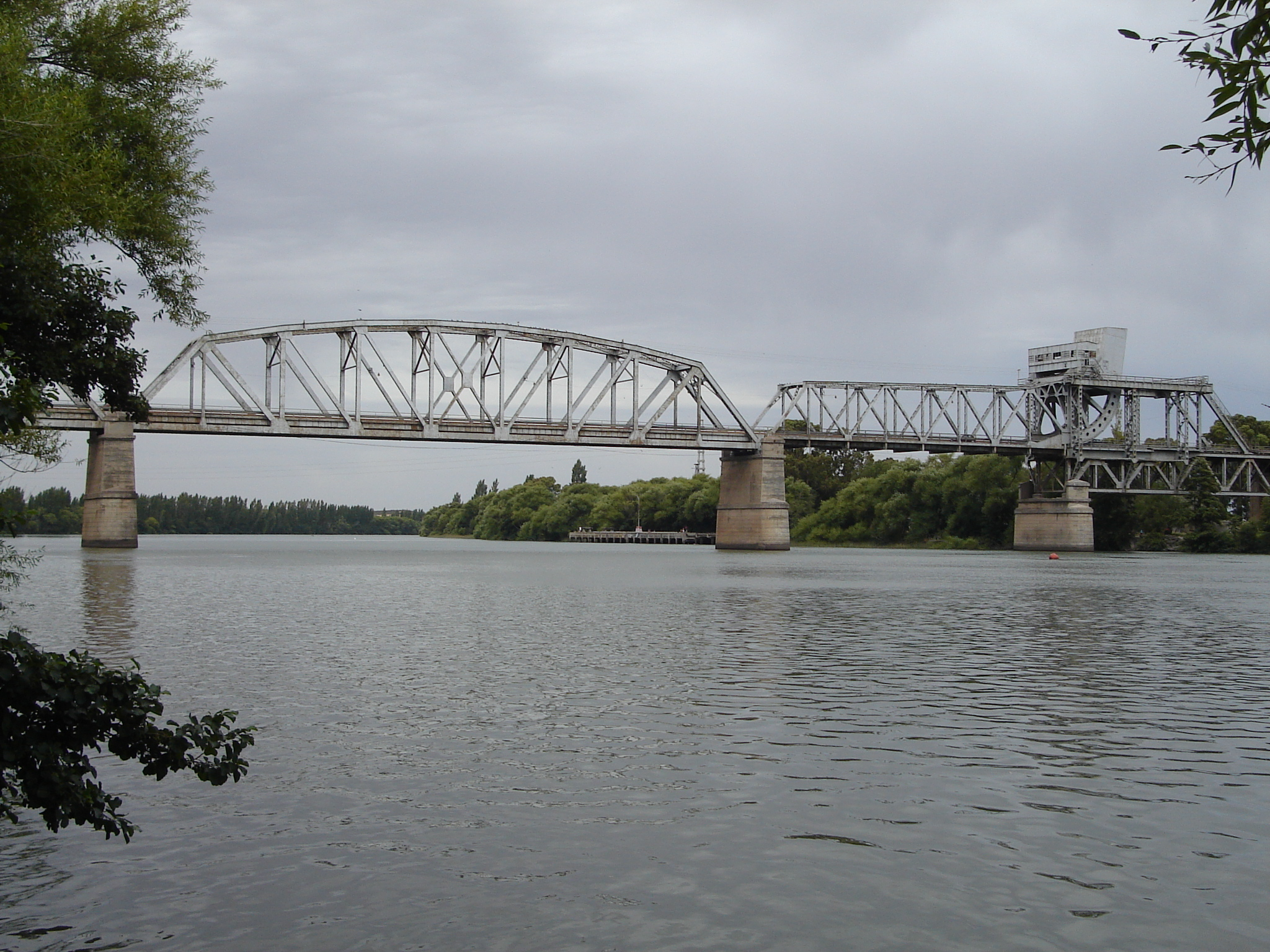
Vista del río Negro entre Viedma y Carmen de Patagones.

El valle inferior del río Negro (también denominado valle de Viedma o valle del IDEVI, por el Instituto de Desarrollo del Valle inferior del río Negro) es una zona fértil ubicada en el curso inferior y en inmediaciones de la desembocadura de dicho río en el mar Argentino en el océano Atlántico, entre las provincias de Río Negro y Buenos Aires. Aquí se encuentran las ciudades de Viedma y Carmen de Patagones. Otras localidades son Primera Angostura (donde comienza), Guardia Mitre, Zanjón de Oyuela, San Javier, Cubanea, Balneario El Cóndor, entre otras.
Allí, el río pierde pendiente, se hace meandroso, presentando antiguos cauces del río, brazos secundarios hasta que entra en contacto con el océano. La influencia de la marea oceánica se percibe hasta unos 30 kilómetros de la desembocadura.

## Características
Ubicado en la Patagonia, entre los 40° y 41° de latitud sur y los 63° y 64° de longitud oeste, el valle abarca unas 80 mil hectáreas en una franja de 100 kilómetros de largo por 8 de ancho, mientras que las tierras irrigadas ocupa unas 35 mil hectáreas. Predomina la ganadería extensiva bovina y ovina. También es de gran importancia económica la producción intensiva forrajera, hortícola y frutícola. Por tener clima semiárido los cultivos requieren riego artificial. También se practica la apicultura.
Otra actividad económica importante es la administración pública. Esto se debe a que Viedma es la capital de Río Negro.
Las vías de transporte más importantes son las rutas Nacional 3, Nacional 250 y Provincial 1.

### Geología
La zona más baja —cuya mínima altura se encuentra en la zona del Aeropuerto Gobernador Edgardo Castello— está formada por sedimentos aluvionales recientes. Los suelos son de textura fina a media y el relieve es suavemente ondulado con cordones salinos que ocasionalmente superan los dos metros de altura. Al sur del valle está la laguna El Juncal, que según las crecidas y épocas puede llegar a cubrir hasta 40.000 hectáreas. En términos geológicos los suelos son de tipo mollisol, entisol y vertisol. La zona más alta del valle se extiende desde San Javier hasta Cubanea. Es una terraza fluvial antigua, plana, cuyos suelos pertenecen en general al orden de los aridisoles.

## Desarrollo productivo

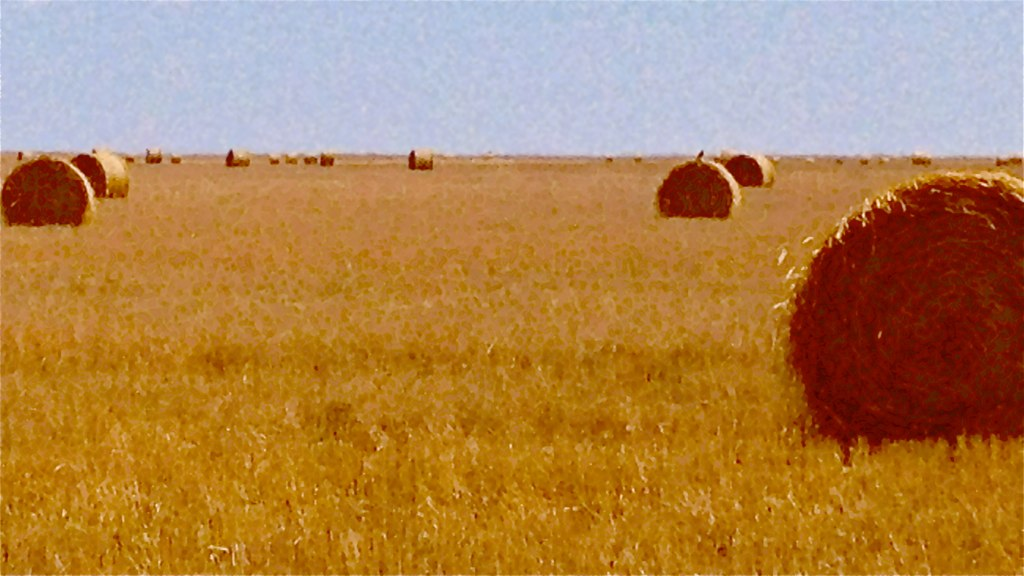
Fardos en un campo del valle.

En 1959 el gobierno de Río Negro hizo un convenio con el Consejo Agrario Nacional para elaborar un proyecto de desarrollo agrícola del valle Inferior. Dos años más tarde, el 4 de agosto de 1961, se crea el Instituto de Desarrollo del Valle Inferior del Río Negro (IDEVI), durante la gestión del gobernador Edgardo Castello.
En 1962 el Banco Interamericano de Desarrollo otorgó un crédito para el desarrollo de las primeras 65.000 hectáreas. En 1965 se creó la Estación Experimental de Riego y Cultivos, que se inauguró dos años después y hoy pertenece al INTA. Dicha estación recopiló información para el Proyecto de Rehabilitación de Tierras del Valle de Viedma con financiación del Programa de las Naciones Unidas para el Desarrollo en conjunción con la FAO. Cuando se inició el programa el estado de los campos era de monte ralo, peladales, salitrales, escasa vegetación sobre la margen del río Negro y el viento arrastrando el suelo salvo en las zonas controladas por cortinas de árboles.
La estación experimental hizo experiencias de producción ganadera bajo riego (engorde de bovinos, cría de ovinos mestizados para lana y carne) y creó el Centro de Investigación en Tecnología de Alimentos, donde se probaron técnicas de cultivo y producción de productos como cebolla, zapallo, espinaca, perejil, arveja, choclo y espárrago. También se desarrollaron emprendimientos agroindustriales como una planta lechera, deshidratadora de hortalizas, industrialización de tomate, de alimentos balanceados, frigorífico de carnes y otras. Uno de ellos, Abastecedora Argentina de Alimentos SE, entre 1970 y 1971, hizo exportaciones de ajo y pimiento morrón a Francia.

## Regata de Río Negro
La Regata de Río Negro, que se realiza anualmente en el mes de enero, contó hasta la edición 2013 con una etapa que unía Zanjón de Oyuela on la ciudad de Viedma. El evento tenía una duración aproximada de tres horas.